# Boswellia serrata
Boswellia serrata Roxb. ex Colebr. (kadzidłowiec indyjski) – gatunek rośliny z rodziny osoczynowatych. Pochodzi z Indii. 

## Zastosowanie
- Roślina wytwarza żywicę, która po zestaleniu tworzy substancję zwaną olibanum w postaci żółtobrązowej, ziarenkowatej masy. Substancja ta stosowana jest w kadzidłach[6]. W Biblii kadzidło wymienione jest wielokrotnie. Według badaczy roślin biblijnych żywicę do jego wytwarzania dawała kadzidla Cartera (Boswellia sacra) oraz dwa inne gatunki: Boswellia papyrifera i Boswellia serrata. Gatunki te nie występują w Izraelu, olibanum było więc produktem sprowadzanym z innych krajów[7].
- Olibanum działa przeciwbólowo, immunomodulująco, uspokajająco, przeciwbakteryjnie i wykrztuśnie, antyproliferacyjnie wobec nowotworów, zmniejsza stany zapalne w przebiegu reumatyzmu i wpływa korzystnie na wątrobę. W tradycyjnej medycynie indyjskiej jest używane w leczeniu stanów zapalnych stawów i kości, stanów zapalnych i bólowych kręgosłupa, nieżytów układu oddechowego[8].